# Christoffer af Bayern
Christoffer af Bayern (Christoffer 3.) (26. februar 1416 – 6. januar 1448) var konge af Danmark 1440-1448, af Sverige 1441-1448 og af Norge 1442-1448.
Christoffer var den eneste søn af pfalzgrev Johan af Pfalz-Neumarkt og Erik af Pommerns søster, Katarina. I sin ungdom gjorde han tjeneste under den tyske kejser. I 1437 anmodede det danske rigsråd Christoffer om at overtage den danske trone, efter at Erik af Pommern var undveget til Gotland. Christoffer indvilligede, og den 9. april 1440 blev han hyldet som konge på Viborg Landsting. I 1443 arvede han Oberpfalz-Neumarkt efter sin far.

## Rigsforstander i Danmark
Efter Erik af Pommern var blevet afsat som konge i 1439 blev Christoffer indsat som rigsforstander, og året efter, den 9. april 1440, blev han så hyldet som ny dansk konge.

## Konge i Sverige og Norge
Situationen i Danmark var særdeles vanskelig. Både Norge og Sverige havde opsagt unionen. Og i 1441 gjorde de nordjyske bønder oprør under ledelse af Henrik Tagesen Reventlow. Efter hårde kampe erobrede bondehæren kongens fæstning Aggersborg, og bønderne satte over Limfjorden. De forskansede sig ved Husby Hole bag en tredobbelt vognborg. Christoffers tropper led et smerteligt nederlag den 3. maj 1441. Da Christoffer havde brug for hæren andre steder, tilbød han bønderne frit lejde. De fleste tog imod tilbuddet og tog hjem, kun vendelboerne blev tilbage. Den 6. eller 8. juni gik Christoffer endnu en gang til angreb på vognborgen og vandt en knusende sejr. Oprørernes ledere blev henrettet, og oprøret var for en tid slået ned. Senere i 1441 fik ærkebiskop Hans Laxmand ved forhandlinger igennem, at Christoffer skulle overtage den svenske trone, dog fik den svenske rigsforstander Karl Knutsson Bonde Finland og Öland som len.
Den 13. november blev Christoffer hyldet som svensk konge. I 1442 opnåede Hans Laxmand også, at Christoffer skulle arve tronen i Norge, og i januar 1443 blev Christoffer kronet til konge af Norge.

## Politik som konge
Christoffers kongegerning blev præget af de vanskeligheder, der var blevet knyttet til hans kongevalg. Han måtte for at opnå støtte afgive flere løfter, som det siden viste sig vanskeligt at indfrie:
1. Foreningen mellem rigerne var indskrænket til at være en blot personalunion, og Sønderjylland havde Christoffer i 1440 måttet forlene arveligt til Adolf af Schauenburg;
2. Hansestæderne havde fået løfte på deres store særrettigheder;
3. i landets indre politik var stormændenes og Rigsrådets indflydelse blevet den afgørende.[4]

### Tiende genindføres
Efter kroningen genindførte Christoffer tiende i Jylland og på Fyn, måske inspireret hertil af ærkebiskoppen.
Den store bondeopstand, der i flere år havde raset i Nørrejylland, blev knust: i Slaget ved Skt. Jørgensbjerg blev vendelboerne helt slået den 6. juni 1441.

### Gotland og Erik af Pommern
Ved sin tiltrædelse havde Christoffer lovet svenskerne at skaffe dem Gotland, hvor den fordrevne kong Erik af Pommern sad på sit faste slot Visborg. Christoffer forsøgte ved forhandlinger at få ham bort derfra, men formåede det ikke, og når der klagedes over det sørøveri, som Erik bedrev, svarede han letsindig: "Morbroder skal også leve".

### Misvækst
I Sverige mindedes han som "Barkekongen", fordi folket under en indtrådt misvækst måtte blande bark i brødet.
Til hans regering knytter sig dog også vedtagelsen af en omarbejdelse af Magnus Eriksens almindelige Landslov.

### Bayrerne favoriseres
I Danmark klagede man over, at Christoffer indkaldte og begunstigede landsmænd fra Bayern.

### Hanseforbundetstækkes
I 1443 fik København en ny stadsret, der forbød fremmede at handle med fremmede og at bruge udenlandsk valuta. Desuden blev Øresundstolden genindført. Hansestæderne var naturligvis ikke begejstrede, og de truede med at indgå forbund med Erik, der stadig sad på Gotland. På et møde i 1445 blev Christoffer tvunget til at stadfæste Hansestædernes privilegier i Norge og Sverige.
Nogen interesse synes han at have haft for at tilbagetrænge hansestædernes handelsvælde: han begunstigede deres medbejlere, nederlænderne og englænderne, og når han mødtes med Nordtysklands fyrster, frygtede man i de fri stæder, at der lagdes onde råd op imod dem. Det hed sig også, at man efter kongens død fandt en stor skat samlet, som han ville have brugt til et overfald på Lübeck.
I 1447 udstedte Christoffer en forordning, der anerkendte bispen af Odenses ret til at sende varer af egen avl til Tyskland på eget skib og derfra indføre varer til eget brug. Tilsvarende fik Tåsinges bønder bekræftet deres gamle ret til at udføre levende kvæg, mens andre landbrugsprodukter skulle bringes til salg på torvet i Svendborg. I 1441 fik Kerteminde eneret til torvehandel for Hindsholm. I 1447 befalede Christoffer, at alle smede, skomagere, skrædder og andre håndværkere i Vindinge Herred skulle flytte til Nyborg.

### Død
Christoffer døde af feber på fæstningen "Kernen" (Kärnan) i Helsingborg den 5. januar 1448. Han blev begravet i Roskilde Domkirke.

## Barnløst ægteskab
Den 26. september 1445 ægtede han Dorothea af Brandenburg, en datter af markgreve Johan af Brandenburg-Kulmbach, vist nok som et led i en aftale med Hansestæderne, men ægteskabet havde endnu ikke ført nogle arvinger med sig, da Christoffer pludselig døde i januar 1448.
Hans enke Dorothea blev i oktober 1449 gift med Christian 1. Hun viste sig at være en stor finansiel begavelse, som fik mange slotte i pant. Hun døde i 1495.

## Valget af efterfølgeren
Efter Christoffers død tilbød Rigsrådet tronen til hertugen af Sønderjylland, Adolf 8. (1401 – 4. december 1459), som også var greve af Holsten og Stormarn. Adolf afslog med den begrundelse, at han var for gammel og pegede i stedet på sin søstersøn, grev Christian 12. Dietrichssøn af Oldenburg og Delmenhorst. Hverken Adolf eller hans to brødre efterlod sig børn, men det lykkedes Adolf at få Christian anerkendt som sin arvtager.
Rigsrådet besluttede at følge Adolfs forslag og valgte grev Christian. Forinden måtte han love sin morbror, at han ville overholde bestemmelsen som kong Valdemar 3. i august 1326 havde underskrevet, den såkaldte Constitutio Valdemariana, om, "at hertugdømmet Sønderjylland ikke må forenes og ikke må forbindes med det danske rige eller dets krone, sådan at en herre hersker over begge".